# Schizocosa segregata
Schizocosa segregata este o specie de păianjeni din genul Schizocosa, familia Lycosidae, descrisă de Willis J. Gertsch și Wallace, 1937. Conform Catalogue of Life specia Schizocosa segregata nu are subspecii cunoscute.